# Iłża
Iłża é um município da Polônia, na voivodia da Mazóvia e no condado de Radom. Estende-se por uma área de 15,83 km², com 4 918 habitantes, segundo os censos de 2016, com uma densidade de 310,7 hab/km².